# Valne, Östersunds kommun
Valne är en by i Lockne distrikt (Lockne socken) i Östersunds kommun, Jämtlands län (Jämtland). Byn ligger öster om Locknesjön, vid länsväg 568 mellan byarna Haga i norr och Börön i söder, cirka 13 kilometer söderut från Brunflo.